# Der Boß ist eine schöne Frau
Der Boß ist eine schöne Frau ist eine US-amerikanische Filmkomödie von Michael Curtiz mit Ruth Chatterton und George Brent in den Hauptrollen. Der Pre-Code-Film wurde von First National Pictures produziert und basiert auf dem Roman Female von Donald Henderson Clarke. Die Premiere des Films fand am 11. November 1933 statt. In der Bundesrepublik Deutschland wurde er am 26. Oktober 1994 im deutschen Fernsehen ausgestrahlt.

## Handlung
Nach dem Tod ihres Vaters übernimmt Allison Drake seine Automobilfabrik. Die Zynikerin verführt immer wieder Angestellte des Unternehmens. Für sie sind die Affären belanglos und vertreiben ihre Langeweile. Sie ist überzeugt, dass sowohl Frauen als auch Männer mit Macht und Geld korrumpiert werden können. Auf der Suche nach Zerstreuung besucht sie eine Fotogalerie und lernt dort einen attraktiven jungen Mann kennen, der überraschenderweise ihren Flirtversuchen widersteht.
Am nächsten Tag trifft sie in ihrem Unternehmen den jungen Mann wieder. Bei ihm handelt es sich um Jim Thorne, einem bekannten Autodesigner, den Allison unter Vertrag genommen hat, ohne ihn je gesehen zu haben. Die Besprechung erfolgt kühl und geschäftsmäßig. Wie auch bei ihren vorherigen Abenteuern lädt sie Jim zum Abendessen bei ihr zu Hause ein. Dort widersteht Jim erneut ihren Avancen und besteht darauf, ihre Beziehung rein geschäftlich zu halten. Allison fühlt sich herausgefordert und trifft sich mit ihm alleine. Jim wurde zu einem Firmenpicknick im Wald eingeladen, was sich als Trick herausstellt. Als Allison sich bodenständig gibt, erwärmt sich auch Jim für sie. Als er sie um ihre Hand bittet, ist es nun sie, die ihn abweist.
Verärgert kündigt Jim und verlässt die Stadt. Allison erkennt, dass sie sich mehr um Jim als um ihr Unternehmen sorgt. Selbst ein für das Unternehmen wichtiges Sponsorentreffen in New York bringt sie nicht davon ab, nach Jim zu suchen. Sie findet ihn auf einem Jahrmarkt an einem Schießstand. Sie gesteht ihm, dass sie ihren Bankrott riskiert habe, um ihn zu finden. Jim akzeptiert ihren Liebesschwur und erklärt, dass niemand ihr die Firma nehmen werde. Er übernimmt das Steuer ihres Wagens und rast nach New York, um sie rechtzeitig zu dem Treffen zu bringen. Während der Fahrt erzählt sie ihm glücklich, dass sie sich nach ihrer Hochzeit um ihre Kinder kümmern werde, während er die Firma als Direktor leiten werde.

## Entstehung
Gedreht wurde der Film in den Warner-Studios in Burbank.
Die Rolle des Coopers sollte ursprünglich Lyle Talbot spielen, der dann von Johnny Mack Brown ersetzt wurde. Auch auf dem Regiestuhl gab es einen Wechsel. Der für den Film verpflichtete William Dieterle erkrankte und wurde zunächst von William A. Wellman ersetzt. Da Wellman jedoch mit den Dreharbeiten für seinen Film College Coach starten musste, sprang Michel Curtiz ein.
Der Film kostete 260.000 US-Dollar, was heute in etwa 5,4 Millionen US-Dollar entspricht. Als Haus der weiblichen Hauptfigur diente das Ennis House in Los Feliz, das 1923 vom Architekten Frank Lloyd Wright entworfen wurde.
Jack Okey oblag die künstlerische Leitung. Orry-Kelly war für das Kostümbild zuständig. Leo F. Forbstein dirigierte das Vitaphone-Orchester.
In kleinen nicht im Abspann erwähnten Nebenrollen traten Irving Bacon, Edmund Breese, Joseph Crehan, William B. Davidson, Charley Grapewin, Robert Greig, Jean Muir, Rafaela Ottiano, Willard Robertson und Robert Warwick auf.

## Kritiken
Der Boß ist eine schöne Frau erhielt ein eher gutes Presseecho. So erfasst der US-amerikanische Aggregator Rotten Tomatoes 83 % wohlwollende Besprechungen und ordnet den Film dementsprechend als „Frisch“ ein.

„Skizzenhaft angelegte, veraltete Liebeskomödie, in der bemühte Personenkonstellationen für längst überholte Rollenmuster herhalten müssen.“

Die Filmzeitschrift Cinema bezeichnete den Film als ein drolliges Chauvi-Stück.
Mordaunt Hall von der The New York Times befand, es sei zweifellos schwer, im realen Leben eine Figur wie Allison Drake zu finden. Ruth Chattertons Bemühen, eine Katharina die Große zu simulieren, sorgt für nicht wenig Amüsement. Der Film sei unendlich viel besser als der Titel suggeriere. Obwohl der Film einige verwerfliche Momente aufweise, sei er mit Sinn für Humor gemacht.
Die Variety hingegen schrieb, dass die Geschichte ihre Stars und ihre Produktion nicht wert sei.